# 簡文滌
簡文滌（1972年6月29日—），香港藝人經理人，前華星唱片公司高層及漢傳媒旗下之演藝娛樂集團潮藝娛樂的行政總監，現為澳滌娛樂董事。2010年1月與另外四名股東於灣仔開設有「港島澳牛」之稱的華星冰室。

## 外部連結
- 澳滌娛樂(國際)有限公司
- 港式奶茶多士敗北 華星冰室北上五堂課 （页面存档备份，存于）
- 簡文滌冰室熱銷情與義 []